# 亚硫酸氢钾
亚硫酸氢钾是一种无机化合物，化学式为KHSO3。它在酒精饮料的生产过程中用作杀菌剂。它被欧盟批准为食品添加剂，编号为E228。